# Dólar de Hong Kong
O dólar de Hong Kong (em chinês tradicional: 港幣; em cantonês Yale: Góng bàih; símbolo: HK$; código ISO 4217: HKD) é a moeda oficial de Hong Kong, também utilizada na China continental e em Macau. É a nona moeda mais transaccionada do mundo. Em inglês, é normalmente abreviada com o cifrão ($) ou alternativamente HK$, para distingui-la das outras moedas denominadas dólar.
O dólar de Hong Kong está indexado ao dólar dos Estados Unidos, à taxa variável de 7,75 a 7,85 HKD por USD, e a moeda indexada ao dólar de Hong Kong é a pataca, à taxa de 1,03 MOP por 1 HKD.

## Etimologia
Em cantonês formal, o caracter 圓 é utilizado, enquanto que no cantonês falado 蚊 é utilizado, sendo este último talvez uma transliteração da primeira sílaba de money ("dinheiro"), embora alguns sugiram que seja uma corruptela de 緡. 元 é também informalmente utilizado. O dólar é dividido em 100 cêntimos, com o caracter 仙 (uma transliteração de cent, cêntimo em português) utilizado em moedas e no cantonês falado. 分 é utilizado em mandarim.

## Crise asiática
Durante a crise asiática de 1997, a Bolsa de Valores de Hong Kong sofreu a maior quebra de sempre, perdendo o índice Hang Seng cerca 1/4 de seu valor em quatro dias (20–23 de outubro de 1997). Hong Kong manteve-se como única região a não desvalorizar sua moeda desde o início da crise asiática. Não se sabia, contudo, por quanto tempo poderia durar a guarda da moeda local. A perda na Bolsa de Valores em Hong Kong já estava se prenunciando. Antes do tombo das Bolsas no mundo inteiro, o dólar de Taiwan e o won da Coreia do Sul tinham registrado as maiores quedas da década. Ataques de investidores contra o dólar de Hong Kong levaram o governo local a jogar os juros para o espaço de modo a preservar o modelo de câmbio fixo adotado desde 1983. Para cada dólar americano ou iene japonês vendido em Hong Kong, o governo se comprometia a depositar a mesma quantia em moeda local. Foi o que aconteceu. Para defender a moeda de maneira a não afugentar os investidores estrangeiros, o governo local puxou os juros para cima. As taxas de um dia para o outro subiram de 6% para mais de 300%. As aplicações de 90 dias quadruplicaram.

## Emissão e instituições emissoras
Diferentemente da maioria das economias, o dólar de Hong Kong é emitido não apenas por um banco central, mas também por três bancos comerciais autorizados. As notas de banco em circulação são emitidas por:
- Banco da China (Hong Kong)  (BOCHK)
- The Hongkong and Shanghai Banking Corporation (HSBC)
- Standard Chartered Bank (Hong Kong) Limited

Esses bancos emitem as notas sob a supervisão da Autoridade Monetária de Hong Kong (HKMA), que atua como autoridade de câmbio e regula a estabilidade monetária da região. Para emitir notas, os bancos comerciais devem depositar um valor equivalente em dólares dos Estados Unidos com a HKMA, que emite certificados de dívida em troca. Assim, o sistema de emissão de moeda de Hong Kong opera sob uma forma de convertibilidade vinculada, conhecida como regime de caixa de conversão (currency board system), mantendo uma taxa de câmbio fixa de aproximadamente 7,8 HKD para 1 USD.
As moedas metálicas são emitidas exclusivamente pelo Governo da Região Administrativa Especial de Hong Kong.